# Quartetto Mida
Il quartetto Mida è stato un gruppo musicale italiano. Venne fondato da Roberto Murolo nel 1937 su modello dei Mills Brothers. Il repertorio era quello della tradizione americana, eseguito con le voci che, dopo aver cantato il tema, improvvisavano imitando con la voce i suoni di clarinetto, tromba e trombone, ruolo quest'ultimo ricoperto da Murolo. Il gruppo, dopo aver riscosso molto successo in Europa, tornò in Italia nel 1946 e si sciolse.